# Catastrophe du lac Nyos
La catastrophe du lac Nyos désigne une éruption limnique survenue le 21 août 1986 au lac Nyos (ou lac Lwi) dans le nord-ouest du Cameroun qui a tué 1 746 personnes et près de 3 000 animaux d'élevage.
L'éruption a déclenché la libération soudaine d'environ 100 000 à 300 000 tonnes de dioxyde de carbone (CO2),. Le nuage de gaz s'est d'abord élevé à près de 100 km/h avant de retomber, étant plus lourd que l'air, sur les villages voisins, étouffant personnes et animaux sur 25 km autour du lac,.
Un dispositif de dégazage a depuis été installé sur le lac, dans le but de réduire la concentration de CO2 dans les eaux profondes et, en conséquence, le risque de nouvelles éruptions.

## L'éruption et le nuage de gaz
La cause de ce dégazage catastrophique n'est pas établie,. La plupart des géologues suspectent un glissement de terrain, mais certains croient à une légère éruption volcanique dans le fond du lac,. Une troisième hypothèse est que l'eau de pluie froide tombant sur un côté du lac a créé un déséquilibre thermique. D'autres encore supposent un léger tremblement de terre, mais comme aucun témoin n'a déclaré sentir de secousses le matin de la catastrophe, cette hypothèse est peu probable. Quel que soit l'événement, il a permis que l'eau profonde sursaturée en CO2 se mélange rapidement avec les couches supérieures du lac, où la pression hydrostatique réduite a permis au CO2 stocké de se libérer et d'entrer en effervescence.
Il est estimé qu'environ 1,2 km3 de gaz a été libéré. Les eaux du lac habituellement bleues sont devenues rouge foncé après le dégazage, lorsque les eaux du fond, dépourvues d’oxygène dissout (conditions anoxiques) et riches en fer divalent, sont remontées à la surface et ont été oxydées au contact de l'air. L’oxydation du Fe(II) dissout en Fe(III) beaucoup moins soluble a entrainé la précipitation d’oxyhydroxides de Fe(III) (FeOOH). Le niveau du lac a diminué d'environ un mètre et les arbres près du lac ont été renversés.
Les scientifiques ont établi qu'une colonne d'eau et de mousse de 100 mètres s'est formée à la surface du lac, créant une vague d'au moins 25 mètres qui a balayé l'une des côtes.
Le dioxyde de carbone, qui est environ 1,5 fois plus dense que l'air, a rabaissé le nuage vers le sol et le long des vallées, où sont construits plusieurs villages. La masse d'une épaisseur d'environ 50 mètres est retombée à 20-50 km/h. Sur environ 23 km, le nuage de gaz a été assez concentré pour étouffer de nombreuses personnes dans leur sommeil dans les villages de Nyos, Kam, Cha, et Subum.
Les rares témoins affirment avoir vu le lac Nyos changer de couleur, et avoir senti une insoutenable odeur d’œuf pourri.

## Bilan humain, animal et végétal

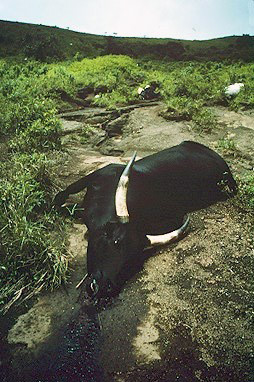
Bétail étouffé par le dioxyde de carbone du lac Nyos.

L'éruption fait 1 746 morts, dont près de 1 200 à Nyos, plus de 500 dans les villages de Cha, Subum et Fang, jusqu'à 16 km en aval. La victime la plus éloignée a été retrouvée à 27 km du lac. La plupart des animaux et insectes situés à proximité sont tués, dont près de 3 000 têtes de bétail,. La totalité de la végétation est détruite sur le pourtour du cratère. Certains arbres sont renversés. En outre, 874 personnes sont hospitalisées, souffrant de lésions, de brûlures, de difficultés broncho-pulmonaires et de paralysies,, et 4 434 personnes sont déplacées de leur domicile,. Malgré ce bilan, le président Paul Biya ne se rend pas auprès des familles des victimes,.

## Effets sur les survivants
Un survivant, Joseph Nkwain de Subum, décrit lui-même son réveil après que le gaz a frappé :

« Je ne pouvais pas parler. J'étais comme inconscient. Je ne pouvais pas ouvrir ma bouche parce que je sentais quelque chose d'horrible… J'ai entendu ma fille ronfler d'une manière horrible, très anormale… Quand je me suis approché du lit de ma fille… Je me suis effondré. Je suis resté là jusqu'à neuf heures le [vendredi] matin… jusqu'à ce qu'un ami vienne et frappe à ma porte… J'ai été surpris de voir que mon pantalon était rouge, et avait comme des taches de miel. J'ai vu des… choses sur mon corps. Mon bras avait des blessures… Je ne savais pas vraiment comment j'avais eu ces blessures… J'ai ouvert la porte… Je voulais parler, ma voix ne sortait pas… Ma fille était déjà morte… Je suis allé dans le lit de ma fille, pensant qu'elle dormait encore. J'ai dormi jusqu'à ce qu'à 16 h 30 dans… le vendredi. (Ensuite), j'ai réussi à aller chez mes voisins. Ils étaient tous morts… J'ai décidé de partir… [parce que] la plupart de ma famille était à Wum … J'ai pris ma moto… Un ami dont le père était mort est parti avec moi [pour] Wum… En roulant… à travers Nyos je n'ai vu aucun signe de quelque chose de vivant… [Quand je suis arrivé à Wum], j'étais incapable de marcher, même de parler… mon corps était complètement faible. »

À la suite de l'éruption, de nombreux survivants ont été traités à l'hôpital central de Yaoundé, la capitale du pays. Il a été estimé que la plupart des victimes avaient été empoisonnées par un mélange de gaz incluant de l'hydrogène et du soufre. L'empoisonnement par ces gaz conduit à des douleurs brûlantes dans les yeux et le nez, de la toux et des signes d'asphyxie semblables à l'étranglement.

## Suites
L'ampleur de la catastrophe a conduit à de nombreuses études sur la façon d'éviter une récurrence. Plusieurs chercheurs ont proposé l'installation de colonnes de dégazage au milieu du lac,. Le principe est de dégazer peu à peu le CO2 en acheminant vers le haut l'eau fortement saturée du fond du lac par l'intermédiaire d'un tuyau, d'abord à l'aide d'une pompe, mais seulement jusqu'à ce que le gaz à l'intérieur du tuyau fasse remonter naturellement la colonne d'eau devenue moins dense, rendant le procédé auto-suffisant (principe de l’airlift utilisé en archéologie sous-marine) pour dégager des sédiments meubles.
À partir de 1995, des analyses de faisabilité ont été menées avec succès, et le premier tube de dégazage a été installé dans le lac Nyos en 2001. Deux autres tuyaux ont été installés en 2011,.
À la suite de la catastrophe du lac Nyos, les scientifiques ont étudié d'autres lacs Africains, pour voir si ce même phénomène était susceptible de se produire ailleurs. Le lac Kivu en République démocratique du Congo, 2 000 fois plus grand que le lac Nyos, a également été déclaré sursaturé, et les géologues ont trouvé la preuve que des dégazages naturels avaient lieu autour du lac environ tous les mille ans.

## Dans la culture populaire
Un roman par le Grec Basileios Drolias racontant la catastrophe du lac Nyos a été publié en 2016.